# Elecciones al Senado de los Estados Unidos de 2012
Las elecciones al Senado de los Estados Unidos de 2012 se celebraron el 6 de noviembre de 2012, por 33 de los 100 escaños en el Senado de los Estados Unidos.
La mayoría de los senadores de la I Clase habían sido elegidos el 7 de noviembre de 2006 y asumieron sus cargos el 3 de enero de 2007 (con la excepción de John Barrasso, Scott Brown, Kirsten Gillibrand, Dean Heller, Joe Manchin y Roger Wicker, quienes habían sido nombrados o electos en fechas posteriores). De un total de 33 incumbentes, 21 resultaron reelectos.
Los senadores electos y reelectos asumirán sus escaños el 3 de enero de 2013.

## Senadores electos
- Tammy Baldwin - Wisconsin - Demócrata (sustituye a Herb Kohl, Demócrata)
- John Barrasso - Wyoming - Republicano (reelecto)
- Sherrod Brown - Ohio - Demócrata (reelecto)
- Maria Cantwell - Washington - Demócrata (reelecta)
- Ben Cardin - Maryland - Demócrata (reelecto)
- Tom Carper - Delaware - Demócrata (reelecto)
- Bob Casey, Jr. - Pennsylvania - Demócrata (reelecto)
- Bob Corker - Tennessee - Republicano (reelecto)
- Ted Cruz - Texas - Republicano (sustituye a Kay Bailey Hutchison, Republicana)
- Joe Donnelly  - Indiana -Demócrata (sustituye a Richard Lugar, Republicano)
- Dianne Feinstein - California - Demócrata (reelecta)
- Deb Fischer - Nebraska - Republicana (sustituye a Ben Nelson, Demócrata)
- Jeff Flake - Arizona - Republicano (sustituye a Jon Kyl, Republicano)
- Kirsten Gillibrand - Nueva York - Demócrata (reelecta)
- Orrin Hatch - Utah - Republicano (reelecto)
- Martin Heinrich - Nuevo México - Demócrata (sustituye a Jeff Bingaman, Demócrata)
- Heidi Heitkamp - Dakota del Norte - Demócrata (sustituye a Kent Conrad , Demócrata)
- Dean Heller - Nevada - Republicano (reelecto)
- Mazie Hirono - Hawái - Demócrata (sustituye a Daniel Akaka, Demócrata)
- Tim Kaine - Virginia - Demócrata (sustituye a Jim Webb, Demócrata)
- Angus King - Maine - independiente (sustituye a Olympia Snowe, Republicana)
- Amy Klobuchar - Minnesota - Demócrata (reelecta)
- Joe Manchin - Virginia Occidental - Demócrata (reelecto)
- Claire McCaskill - Misuri - Demócrata (reelecta)
- Bob Menendez - Nueva Jersey - Demócrata (reelecto)
- Chris Murphy - Connecticut - Demócrata (sustituye a Joe Lieberman, independiente)
- Bill Nelson - Florida - Demócrata (reelecto)
- Bernie Sanders - Vermont - Socialista Demócrata (reelecto)
- Debbie Stabenow - Michigan - Demócrata (reelecta)
- Jon Tester - Montana - Demócrata (reelecto)
- Elizabeth Warren - Massachusetts - Demócrata (sustituye a Scott Brown , Republicano)
- Sheldon Whitehouse - Rhode Island - Demócrata (reelecto)
- Roger Wicker - Misisipi - Republicano (reelecto)